# Virtus Pallacanestro Bologna 1975-1976
Questa voce raccoglie le informazioni riguardanti la Virtus Pallacanestro Bologna nelle competizioni ufficiali della stagione 1975-1976.

## Stagione
La Virtus sponsorizzata Sinudyne chiude la prima fase del campionato di Serie A1 al terzo posto, con un ruolino di 16 vittorie e sei sconfitte; nella seconda fase, la squadra bolognese primeggia nella poule scudetto con 13 vittorie e una sola sconfitta, vincendo il suo settimo titolo italiano.
In campo continentale il quintetto di Dan Peterson raggiunge le semifinali della Coppa Korać, dove viene eliminato dai futuri campioni della Jugoplastika di Spalato.

## Roster
| Sinudyne Bologna 1975-76 | Sinudyne Bologna 1975-76 |
| Giocatori                | Staff tecnico            |
| ------------------------ | ------------------------ |

| N. | Naz.                   | Ruolo | Nome               | Anno | Alt.   | Peso |  |
| -- | ---------------------- | ----- | ------------------ | ---- | ------ | ---- |  |
| 4  | Italia (bandiera)      | P     | Carlo Caglieris    | 1951 | 178 cm |      |  |
| 5  | Italia (bandiera)      | P     | Piero Valenti      | 1956 | 183 cm |      |  |
| 6  | Italia (bandiera)      | G     | Massimo Antonelli  | 1953 | 196 cm |      |  |
| 9  | Italia (bandiera)      | A     | Mario Martini      | 1954 | 200 cm |      |  |
| 10 | Italia (bandiera)      | A     | Marco Bonamico     | 1957 | 200 cm |      |  |
| 11 | Italia (bandiera)      | AC    | Pietro Generali    | 1958 | 207 cm |      |  |
| 12 | Stati Uniti (bandiera) | C     | Terry Driscoll     | 1947 | 202 cm |      |  |
| 13 | Italia (bandiera)      | C     | Luigi Serafini (c) | 1951 | 210 cm |      |  |
| 14 | Italia (bandiera)      |       | Aldo Tommasini     | 1953 |        |      |  |
| 15 | Italia (bandiera)      | A     | Gianni Bertolotti  | 1950 | 199 cm |      |  |
|    | Italia (bandiera)      |       | Marco Baraldi      | 1959 |        |      |  |
|    | Italia (bandiera)      |       | Massimo Sacco      | 1953 |        |      |  |

| Allenatore                           |
| Dan Peterson                         |
| Assistente/i                         |
| John McMillen Legenda - (C) Capitano |